# Tích chập

Tích chập của 2 xung vuông, kết quả sóng đầu ra có dạng tam giác.

Tích chập của 1 xung vuông với 1 đáp ứng xung của 1 mạch RC.

Trong toán học và đặc biệt là trong giải tích hàm, tích chập là 1 phép toán thực hiện đối với 2 hàm số f và g, kết quả cho ra 1 hàm số thứ 3. Phép tích chập khác với tương quan chéo ở chỗ nó cần lật kernel theo chiều ngang và dọc trước khi tính tổng của tích. Nó được ứng dụng trong xác suất, thống kê, thị giác máy tính (computer vision), xử lý ảnh, xử lý tín hiệu, kỹ thuật điện, học máy, và các phương trình vi phân.

## Định nghĩa
Tích chập của hàm số ƒ và g được viết là ƒ∗g, là 1 phép biến đổi tích phân đặc biệt:
| {\displaystyle (f*g)(t)\ \ \,} | {\displaystyle {\stackrel {\mathrm {def} }{=}}\ \int _{-\infty }^{\infty }f(\tau )\,g(t-\tau )\,d\tau } |
|                                | {\displaystyle =\int _{-\infty }^{\infty }f(t-\tau )\,g(\tau )\,d\tau .} (giao hoán)                    |
Một cách tổng quát, nếu f và g là hàm số phức trong không gian Rd, thì tích chập của chúng được định nghĩa như sau:
{\displaystyle (f*g)(x)=\int _{\mathbf {R} ^{d}}f(y)g(x-y)\,dy=\int _{\mathbf {R} ^{d}}f(x-y)g(y)\,dy.}
| Hình ảnh minh họa tích chập. | Hình ảnh minh họa tích chập. |
| --- | ---------------------------- |
| 1. Thể hiện mỗi hàm bằng một biến giả {\displaystyle \tau .} 2. Lấy đối xứng hàm qua trục tung: {\displaystyle g(\tau )}→{\displaystyle g(-\tau ).} 3. Thêm biến thời gian, t, cho phép {\displaystyle g(t-\tau )} trượt dọc theo trục {\displaystyle \tau }. 4. Bắt đầu t từ -∞ và trượt đến +∞. |                              |

### Tích chập tuần hoàn
Nếu hàm số gT tuần hoàn với chu kỳ {\displaystyle T>0}, và hàm f sao cho ƒ∗gT tồn tại, thì tích chập của chúng cũng tuần hoàn với chu kỳ T và được định nghĩa như sau:
{\displaystyle (f*g_{T})(t)\equiv \int _{t_{0}}^{t_{0}+T}\left[\sum _{k=-\infty }^{\infty }f(\tau +kT)\right]g_{T}(t-\tau )\,d\tau ,}
Với to là giá trị tùy ý.

## Tích chập rời rạc
Với các hàm số phức f và g xác định trên tập số nguyên Z, thì tích chập của chúng được định nghĩa:
{\displaystyle (f*g)[n]\ {\stackrel {\mathrm {def} }{=}}\ \sum _{m=-\infty }^{\infty }f[m]\,g[n-m]}
{\displaystyle =\sum _{m=-\infty }^{\infty }f[n-m]\,g[m].}       (time-shift)

## Tính chất

### Đại số
Tích chập được định nghĩa là 1 phép toán trên không gian khả tích của các hàm tuyến tính, cho nên nó có tính chất giao hoán, kết hợp và phân phối.
Giao hoán
{\displaystyle f*g=g*f\,}
Kết hợp
{\displaystyle f*(g*h)=(f*g)*h\,}
Phân phối
{\displaystyle f*(g+h)=(f*g)+(f*h)\,}
Kết hợp với phép nhân vô hướng
{\displaystyle a(f*g)=(af)*g=f*(ag)\,}, với giá trị {\displaystyle {a}\,} là một số phức bất kỳ.